# Banjarjo (Padangan)
Banjarjo is een bestuurslaag in het regentschap Bojonegoro van de provincie Oost-Java, Indonesië. Banjarjo telt 4130 inwoners (volkstelling 2010).